# Rubus multifidus
Rubus multifidus är en rosväxtart som beskrevs av Jean Nicolas Boulay, Amp; Malbr. och François Marie Louis Corbière. Rubus multifidus ingår i släktet rubusar, och familjen rosväxter. Utöver nominatformen finns också underarten R. m. apricus.